# Rene Barrientos (bokser)
Rene Barrientos (właśc. Ireneo Barrientos, ur. 25 lipca 1943 w Balete) – filipiński bokser, zawodowy mistrz świata kategorii junior lekkiej.
Rozpoczął karierę boksera zawodowego w 1962. W lutym 1965 spróbował odebrać swemu rodakowi Flashowi Elorde, który był również mistrzem świata w wadze junior lekkiej, tytuł mistrza Azji i Pacyfiku (OPBF) w wadze lekkiej, ale przegrał jednogłośnie na punkty. W listopadzie tego roku pokonał znanego Ghańczyka Love'a Alloteya, a w styczniu 1967 ponownie spróbował zdobyć pas OPBF w wadze lekkiej, ale tym razem zwyciężył go Pedro Adigue. W kolejnej walce w następnym miesiącu uzyskał remis z tym samym pięściarzem.
30 marca 1968 w Tokio Barrientos po raz pierwszy uzyskał szansę walki o mistrzostwo świata w wadze junior lekkiej, ale zremisował z obrońcą tytułu Hiroshim Kobayashim. Kiedy jednak w styczniu 1969 World Boxing Council pozbawiła Kobayashiego mistrzostwa świata m.in. za brak rewanżowej walki z Barrientosem (pozostał mistrzem uznawanym przez WBA), do walki o wakujący tytuł zostali wyznaczeni Barrientos i Amerykanin Ruben Navarro. 15 lutego 1969 w Manili Barrientos wygrał jednogłośnie na punkty i został nowym mistrzem świata. Po wygraniu jednego pojedynku towarzyskiego zmierzył się (również w walce towarzyskiej) 29 lipca tego roku z Adolphem Pruittem, który walczył w wadze lekkopółśredniej. Pruitt wygrał przez techniczny nokaut w 7. rundzie. Była to jedyna porażka Barrientosa przed czasem w całej jego karierze.
Pierwsza obrona mistrzowskiego pasa nie była dla Barrientosa udana. 5 kwietnia 1970 w Tokio Yoshiaki Numata pokonał go niejednogłośnie na punkty. Następnie Barrientos zdobył tytuł mistrza OPBF w wadze junior lekkiej, w towarzyskim meczu wygrał z przyszłym mistrzem świata wagi lekkiej Gutsem Ishimatsu, a w kolejnej walce o tytuł mistrzowski 3 stycznia 1971 w Shizuoka ponownie przegrał niejednogłośnie z Numatą. Później wygrał jeszcze jedną walkę w 1971 i dwie w 1972 i wycofał się z ringu, by wrócić w 1978, kiedy to wygrał jeszcze dwa pojedynki z mało znanymi pięściarzami.